# Ronde van Vlaanderen 2022
Ronde van Vlaanderen 2022 – 106. edycja wyścigu kolarskiego Ronde van Vlaanderen, która odbyła się 3 kwietnia 2022 na liczącej ponad 272 kilometry trasie z Antwerpii do Oudenaarde. Impreza kategorii 1.UWT była częścią UCI World Tour 2022.

## Uczestnicy

### Drużyny
| WorldTeams (17)- AG2R Citroën Team - Astana Qazaqstan Team - Bahrain Victorious - Bora-Hansgrohe - Cofidis - EF Education-EasyPost - Groupama-FDJ - Ineos Grenadiers - Intermarché-Wanty-Gobert Matériaux - Jumbo-Visma - Lotto-Soudal - Movistar Team - Quick-Step Alpha Vinyl - BikeExchange-Jayco - Team DSM - Trek-Segafredo - UAE Team Emirates ProTeams (7)- Alpecin-Fenix - Arkéa-Samsic - B&B Hotels-KTM - Bingoal Pauwels Sauces WB - TotalEnergies - Sport Vlaanderen-Baloise - Uno-X Pro Cycling Team |
| |

### Lista startowa
| Quick-Step Alpha Vinyl QST | Quick-Step Alpha Vinyl QST | Quick-Step Alpha Vinyl QST |
| -------------------------- | -------------------------- | -------------------------- |
| Nr                         | Kolarz                     | Miejsce                    |
| 1                          | Kasper Asgreen (DEN)       | 23.                        |
| 2                          | Yves Lampaert (BEL)        | 30.                        |
| 3                          | Tim Declercq (BEL)         | DNF                        |
| 4                          | Jannik Steimle (GER)       | 46.                        |
| 5                          | Florian Sénéchal (FRA)     | 38.                        |
| 6                          | Zdeněk Štybar (CZE)        | 54.                        |
| 7                          | Bert Van Lerberghe (BEL)   | DNF                        |

| Jumbo-Visma TJV | Jumbo-Visma TJV            | Jumbo-Visma TJV |
| --------------- | -------------------------- | --------------- |
| Nr              | Kolarz                     | Miejsce         |
| 11              | Mick van Dijke (NED)       | 75.             |
| 12              | Tiesj Benoot (BEL)         | 13.             |
| 13              | Christophe Laporte (FRA)   | 9.              |
| 14              | Edoardo Affini (ITA)       | DNF             |
| 15              | Mike Teunissen (NED)       | 19.             |
| 16              | Timo Roosen (NED) (szosa)  | DNF             |
| 17              | Nathan Van Hooydonck (BEL) | 42.             |

| Lotto-Soudal LTS | Lotto-Soudal LTS         | Lotto-Soudal LTS |
| ---------------- | ------------------------ | ---------------- |
| Nr               | Kolarz                   | Miejsce          |
| 21               | Victor Campenaerts (BEL) | 33.              |
| 22               | Cédric Beullens (BEL)    | 65.              |
| 23               | Tim Wellens (BEL)        | 43.              |
| 24               | Roger Kluge (GER)        | DNF              |
| 25               | Sébastien Grignard (BEL) | 73.              |
| 26               | Brent Van Moer (BEL)     | 61.              |
| 27               | Florian Vermeersch (BEL) | 76.              |

| Intermarché-Wanty-Gobert Matériaux IWG | Intermarché-Wanty-Gobert Matériaux IWG | Intermarché-Wanty-Gobert Matériaux IWG |
| -------------------------------------- | -------------------------------------- | -------------------------------------- |
| Nr                                     | Kolarz                                 | Miejsce                                |
| 31                                     | Alexander Kristoff (NOR)               | 10.                                    |
| 32                                     | Tom Devriendt (BEL)                    | 66.                                    |
| 33                                     | Boy van Poppel (NED)                   | DNF                                    |
| 34                                     | Aimé De Gendt (BEL)                    | 27.                                    |
| 35                                     | Andrea Pasqualon (ITA)                 | 44.                                    |
| 36                                     | Adrien Petit (FRA)                     | DNF                                    |
| 37                                     | Taco van der Hoorn (NED)               | 72.                                    |

| AG2R Citroën Team ACT | AG2R Citroën Team ACT   | AG2R Citroën Team ACT |
| --------------------- | ----------------------- | --------------------- |
| Nr                    | Kolarz                  | Miejsce               |
| 41                    | Greg Van Avermaet (BEL) | 15.                   |
| 42                    | Oliver Naesen (BEL)     | 41.                   |
| 43                    | Bob Jungels (LUX)       | 56.                   |
| 44                    | Stan Dewulf (BEL)       | 99.                   |
| 45                    | Michael Schär (SUI)     | 100.                  |
| 46                    | Damien Touzé (FRA)      | 77.                   |
| 47                    | Gijs Van Hoecke (BEL)   | DNF                   |

| EF Education-EasyPost EFE | EF Education-EasyPost EFE | EF Education-EasyPost EFE |
| ------------------------- | ------------------------- | ------------------------- |
| Nr                        | Kolarz                    | Miejsce                   |
| 51                        | Alberto Bettiol (ITA)     | DNF                       |
| 52                        | Jens Keukeleire (BEL)     | DNF                       |
| 53                        | Thomas Scully (NZL)       | DNF                       |
| 54                        | Michael Valgren (DEN)     | 36.                       |
| 55                        | Sebastian Langeveld (NED) | 63.                       |
| 56                        | Jonas Rutsch (GER)        | 89.                       |
| 57                        | Łukasz Wiśniowski (POL)   | DNF                       |

| Trek-Segafredo TFS | Trek-Segafredo TFS         | Trek-Segafredo TFS |
| ------------------ | -------------------------- | ------------------ |
| Nr                 | Kolarz                     | Miejsce            |
| 61                 | Jasper Stuyven (BEL)       | 50.                |
| 62                 | Edward Theuns (BEL)        | 67.                |
| 63                 | Mads Pedersen (DEN)        | 8.                 |
| 64                 | Alex Kirsch (LUX)          | 78.                |
| 65                 | Daan Hoole (NED)           | DNF                |
| 66                 | Toms Skujiņš (LAT) (szosa) | 96.                |
| 67                 | Otto Vergaerde (BEL)       | 79.                |

| Alpecin-Fenix AFC | Alpecin-Fenix AFC            | Alpecin-Fenix AFC |
| ----------------- | ---------------------------- | ----------------- |
| Nr                | Kolarz                       | Miejsce           |
| 81                | Mathieu van der Poel (NED)   | 1.                |
| 82                | Gianni Vermeersch (BEL)      | 40.               |
| 83                | Michael Gogl (AUT)           | DNF               |
| 84                | Silvan Dillier (SUI) (szosa) | 98.               |
| 85                | Xandro Meurisse (BEL)        | DNF               |
| 86                | Jasper Philipsen (BEL)       | DNF               |
| 87                | Julien Vermote (BEL)         | 97.               |

| UAE Team Emirates UAD | UAE Team Emirates UAD      | UAE Team Emirates UAD |
| --------------------- | -------------------------- | --------------------- |
| Nr                    | Kolarz                     | Miejsce               |
| 91                    | Tadej Pogačar (SLO)        | 4.                    |
| 92                    | Rui Oliveira (POR)         | DNF                   |
| 93                    | Alexys Brunel (FRA)        | DNF                   |
| 94                    | Oliviero Troia (ITA)       | DNF                   |
| 95                    | Felix Groß (GER)           | DNF                   |
| 96                    | Vegard Stake Laengen (NOR) | DNF                   |
| 97                    | Matteo Trentin (ITA)       | 34.                   |

| TotalEnergies TEN | TotalEnergies TEN          | TotalEnergies TEN |
| ----------------- | -------------------------- | ----------------- |
| Nr                | Kolarz                     | Miejsce           |
| 101               | Edvald Boasson Hagen (NOR) | DNF               |
| 102               | Geoffrey Soupe (FRA)       | DNF               |
| 103               | Maciej Bodnar (POL)        | DNF               |
| 104               | Daniel Oss (ITA)           | DNF               |
| 105               | Niki Terpstra (NED)        | 29.               |
| 106               | Anthony Turgis (FRA)       | DNF               |
| 107               | Sandy Dujardin (FRA)       | 60.               |

| Ineos Grenadiers IGD | Ineos Grenadiers IGD    | Ineos Grenadiers IGD |
| -------------------- | ----------------------- | -------------------- |
| Nr                   | Kolarz                  | Miejsce              |
| 111                  | Thomas Pidcock (GBR)    | 14.                  |
| 112                  | Kim Heiduk (GER)        | DNF                  |
| 113                  | Jhonatan Narváez (ECU)  | 52.                  |
| 114                  | Ben Turner (GBR)        | 35.                  |
| 115                  | Magnus Sheffield (USA)  | 69.                  |
| 116                  | Ben Swift (GBR) (szosa) | 74.                  |
| 117                  | Dylan van Baarle (NED)  | 2.                   |

| BikeExchange-Jayco BEX | BikeExchange-Jayco BEX    | BikeExchange-Jayco BEX |
| ---------------------- | ------------------------- | ---------------------- |
| Nr                     | Kolarz                    | Miejsce                |
| 121                    | Michael Matthews (AUS)    | 11.                    |
| 122                    | Alexander Edmondson (AUS) | DNF                    |
| 123                    | Dion Smith (NZL)          | 53.                    |
| 124                    | Luke Durbridge (AUS)      | 83.                    |
| 125                    | Campbell Stewart (NZL)    | DNF                    |
| 126                    | Sam Bewley (NZL)          | DNF                    |
| 127                    | Kelland O’Brien (AUS)     | DNF                    |

| Astana Qazaqstan Team AST | Astana Qazaqstan Team AST        | Astana Qazaqstan Team AST |
| ------------------------- | -------------------------------- | ------------------------- |
| Nr                        | Kolarz                           | Miejsce                   |
| 131                       | Gianni Moscon (ITA)              | DNF                       |
| 132                       | Leonardo Basso (ITA)             | DNF                       |
| 133                       | Manuele Boaro (ITA)              | DNF                       |
| 134                       | Jewgienij Fiodorow (KAZ) (szosa) | 101.                      |
| 135                       | Michele Gazzoli (ITA)            | DNF                       |
| 136                       | Davide Martinelli (ITA)          | DNF                       |
| 137                       | Artiom Zacharow (KAZ)            | 86.                       |

| Bahrain Victorious TBV | Bahrain Victorious TBV      | Bahrain Victorious TBV |
| ---------------------- | --------------------------- | ---------------------- |
| Nr                     | Kolarz                      | Miejsce                |
| 141                    | Heinrich Haussler (AUS)     | DNF                    |
| 142                    | Filip Maciejuk (POL)        | 84.                    |
| 143                    | Jan Tratnik (SLO)           | 12.                    |
| 144                    | Matej Mohorič (SLO) (szosa) | 21.                    |
| 145                    | Jasha Sütterlin (GER)       | 26.                    |
| 146                    | Dylan Teuns (BEL)           | 6.                     |
| 147                    | Fred Wright (GBR)           | 7.                     |

| Bora-Hansgrohe BOH | Bora-Hansgrohe BOH        | Bora-Hansgrohe BOH |
| ------------------ | ------------------------- | ------------------ |
| Nr                 | Kolarz                    | Miejsce            |
| 151                | Nils Politt (GER)         | 47.                |
| 152                | Jonas Koch (GER)          | 87.                |
| 153                | Marco Haller (AUT)        | 102.               |
| 154                | Jordi Meeus (BEL)         | DNF                |
| 155                | Ryan Mullen (IRL) (szosa) | DNF                |
| 156                | Martin Laas (EST)         | DNF                |
| 157                | Danny van Poppel (NED)    | 16.                |

| Cofidis COF | Cofidis COF             | Cofidis COF |
| ----------- | ----------------------- | ----------- |
| Nr          | Kolarz                  | Miejsce     |
| 161         | Piet Allegaert (BEL)    | DNF         |
| 162         | Tom Bohli (SUI)         | DNF         |
| 163         | Wesley Kreder (NED)     | DNS         |
| 164         | Sander Armée (BEL)      | 48.         |
| 165         | Szymon Sajnok (POL)     | 93.         |
| 166         | Kenneth Vanbilsen (BEL) | DNF         |
| 167         | Jelle Wallays (BEL)     | DNF         |

| Groupama-FDJ GFC | Groupama-FDJ GFC            | Groupama-FDJ GFC |
| ---------------- | --------------------------- | ---------------- |
| Nr               | Kolarz                      | Miejsce          |
| 171              | Stefan Küng (SUI)           | 5.               |
| 172              | Lewis Askey (GBR)           | 55.              |
| 173              | Kevin Geniets (LUX) (szosa) | 37.              |
| 174              | Olivier Le Gac (FRA)        | 31.              |
| 175              | Fabian Lienhard (SUI)       | 51.              |
| 176              | Tobias Ludvigsson (SWE)     | DNF              |
| 177              | Valentin Madouas (FRA)      | 3.               |

| Movistar Team MOV | Movistar Team MOV         | Movistar Team MOV |
| ----------------- | ------------------------- | ----------------- |
| Nr                | Kolarz                    | Miejsce           |
| 181               | Alex Aranburu (ESP)       | 20.               |
| 182               | Imanol Erviti (ESP)       | 71.               |
| 183               | Iván García Cortina (ESP) | 22.               |
| 184               | Johan Jacobs (SUI)        | 64.               |
| 185               | Mathias Norsgaard (DEN)   | 57.               |
| 186               | Max Kanter (GER)          | 91.               |
| 187               | Iñigo Elosegui (ESP)      | 82.               |

| Team DSM DSM | Team DSM DSM               | Team DSM DSM |
| ------------ | -------------------------- | ------------ |
| Nr           | Kolarz                     | Miejsce      |
| 191          | John Degenkolb (GER)       | 18.          |
| 192          | Søren Kragh Andersen (DEN) | DNS          |
| 193          | Nikias Arndt (GER)         | DNF          |
| 194          | Niklas Märkl (GER)         | 85.          |
| 195          | Joris Nieuwenhuis (NED)    | 39.          |
| 197          | Kevin Vermaerke (USA)      | DNF          |

| B&B Hotels-KTM BBK | B&B Hotels-KTM BBK     | B&B Hotels-KTM BBK |
| ------------------ | ---------------------- | ------------------ |
| Nr                 | Kolarz                 | Miejsce            |
| 201                | Alexis Gougeard (FRA)  | DNF                |
| 202                | Quentin Jauregui (FRA) | 80.                |
| 203                | Victor Koretzky (FRA)  | 59.                |
| 204                | Jordi Warlop (BEL)     | DNF                |
| 205                | Cyril Lemoine (FRA)    | 70.                |
| 206                | Luca Mozzato (ITA)     | 25.                |
| 207                | Julien Morice (FRA)    | 103.               |

| Bingoal Pauwels Sauces WB BWB | Bingoal Pauwels Sauces WB BWB | Bingoal Pauwels Sauces WB BWB |
| ----------------------------- | ----------------------------- | ----------------------------- |
| Nr                            | Kolarz                        | Miejsce                       |
| 211                           | Timothy Dupont (BEL)          | DNF                           |
| 212                           | Mathijs Paasschens (NED)      | DNF                           |
| 213                           | Arjen Livyns (BEL)            | 32.                           |
| 214                           | Stanisław Aniołkowski (POL)   | 92.                           |
| 215                           | Karl Patrick Lauk (EST)       | DNF                           |
| 216                           | Ludovic Robeet (BEL)          | 95.                           |
| 217                           | Tom Wirtgen (LUX)             | DNF                           |

| Sport Vlaanderen-Baloise SVB | Sport Vlaanderen-Baloise SVB | Sport Vlaanderen-Baloise SVB |
| ---------------------------- | ---------------------------- | ---------------------------- |
| Nr                           | Kolarz                       | Miejsce                      |
| 221                          | Julian Mertens (BEL)         | 58.                          |
| 222                          | Vito Braet (BEL)             | DNF                          |
| 223                          | Sander De Pestel (BEL)       | 90.                          |
| 224                          | Lindsay De Vylder (BEL)      | 68.                          |
| 225                          | Robbe Ghys (BEL)             | 45.                          |
| 226                          | Arne Marit (BEL)             | 81.                          |
| 227                          | Kenneth Van Rooy (BEL)       | DNF                          |

| Arkéa-Samsic ARK | Arkéa-Samsic ARK       | Arkéa-Samsic ARK |
| ---------------- | ---------------------- | ---------------- |
| Nr               | Kolarz                 | Miejsce          |
| 231              | Amaury Capiot (BEL)    | 24.              |
| 232              | Christophe Noppe (BEL) | DNF              |
| 233              | Matis Louvel (FRA)     | 17.              |
| 234              | Markus Pajur (EST)     | 94.              |
| 235              | Kévin Ledanois (FRA)   | DNF              |
| 236              | Clément Russo (FRA)    | 49.              |
| 237              | Connor Swift (GBR)     | 62.              |

| Uno-X Pro Cycling Team UXT | Uno-X Pro Cycling Team UXT       | Uno-X Pro Cycling Team UXT |
| -------------------------- | -------------------------------- | -------------------------- |
| Nr                         | Kolarz                           | Miejsce                    |
| 241                        | Kristoffer Halvorsen (NOR)       | DNF                        |
| 242                        | Tobias Halland Johannessen (NOR) | DNF                        |
| 243                        | William Blume Levy (DEN)         | DNF                        |
| 244                        | Erik Nordsæter Resell (NOR)      | DNF                        |
| 245                        | Anders Skaarseth (NOR)           | 28.                        |
| 246                        | Søren Wærenskjold (NOR)          | DNF                        |
| 247                        | Rasmus Tiller (NOR)              | 88.                        |

| Quick-Step Alpha Vinyl QST | Quick-Step Alpha Vinyl QST | Quick-Step Alpha Vinyl QST |
| -------------------------- | -------------------------- | -------------------------- |
| Nr                         | Kolarz                     | Miejsce                    |
| 1                          | Kasper Asgreen (DEN)       | 23.                        |
| 2                          | Yves Lampaert (BEL)        | 30.                        |
| 3                          | Tim Declercq (BEL)         | DNF                        |
| 4                          | Jannik Steimle (GER)       | 46.                        |
| 5                          | Florian Sénéchal (FRA)     | 38.                        |
| 6                          | Zdeněk Štybar (CZE)        | 54.                        |
| 7                          | Bert Van Lerberghe (BEL)   | DNF                        |

| Jumbo-Visma TJV | Jumbo-Visma TJV            | Jumbo-Visma TJV |
| --------------- | -------------------------- | --------------- |
| Nr              | Kolarz                     | Miejsce         |
| 11              | Mick van Dijke (NED)       | 75.             |
| 12              | Tiesj Benoot (BEL)         | 13.             |
| 13              | Christophe Laporte (FRA)   | 9.              |
| 14              | Edoardo Affini (ITA)       | DNF             |
| 15              | Mike Teunissen (NED)       | 19.             |
| 16              | Timo Roosen (NED) (szosa)  | DNF             |
| 17              | Nathan Van Hooydonck (BEL) | 42.             |

| Lotto-Soudal LTS | Lotto-Soudal LTS         | Lotto-Soudal LTS |
| ---------------- | ------------------------ | ---------------- |
| Nr               | Kolarz                   | Miejsce          |
| 21               | Victor Campenaerts (BEL) | 33.              |
| 22               | Cédric Beullens (BEL)    | 65.              |
| 23               | Tim Wellens (BEL)        | 43.              |
| 24               | Roger Kluge (GER)        | DNF              |
| 25               | Sébastien Grignard (BEL) | 73.              |
| 26               | Brent Van Moer (BEL)     | 61.              |
| 27               | Florian Vermeersch (BEL) | 76.              |

| Intermarché-Wanty-Gobert Matériaux IWG | Intermarché-Wanty-Gobert Matériaux IWG | Intermarché-Wanty-Gobert Matériaux IWG |
| -------------------------------------- | -------------------------------------- | -------------------------------------- |
| Nr                                     | Kolarz                                 | Miejsce                                |
| 31                                     | Alexander Kristoff (NOR)               | 10.                                    |
| 32                                     | Tom Devriendt (BEL)                    | 66.                                    |
| 33                                     | Boy van Poppel (NED)                   | DNF                                    |
| 34                                     | Aimé De Gendt (BEL)                    | 27.                                    |
| 35                                     | Andrea Pasqualon (ITA)                 | 44.                                    |
| 36                                     | Adrien Petit (FRA)                     | DNF                                    |
| 37                                     | Taco van der Hoorn (NED)               | 72.                                    |

| AG2R Citroën Team ACT | AG2R Citroën Team ACT   | AG2R Citroën Team ACT |
| --------------------- | ----------------------- | --------------------- |
| Nr                    | Kolarz                  | Miejsce               |
| 41                    | Greg Van Avermaet (BEL) | 15.                   |
| 42                    | Oliver Naesen (BEL)     | 41.                   |
| 43                    | Bob Jungels (LUX)       | 56.                   |
| 44                    | Stan Dewulf (BEL)       | 99.                   |
| 45                    | Michael Schär (SUI)     | 100.                  |
| 46                    | Damien Touzé (FRA)      | 77.                   |
| 47                    | Gijs Van Hoecke (BEL)   | DNF                   |

| EF Education-EasyPost EFE | EF Education-EasyPost EFE | EF Education-EasyPost EFE |
| ------------------------- | ------------------------- | ------------------------- |
| Nr                        | Kolarz                    | Miejsce                   |
| 51                        | Alberto Bettiol (ITA)     | DNF                       |
| 52                        | Jens Keukeleire (BEL)     | DNF                       |
| 53                        | Thomas Scully (NZL)       | DNF                       |
| 54                        | Michael Valgren (DEN)     | 36.                       |
| 55                        | Sebastian Langeveld (NED) | 63.                       |
| 56                        | Jonas Rutsch (GER)        | 89.                       |
| 57                        | Łukasz Wiśniowski (POL)   | DNF                       |

| Trek-Segafredo TFS | Trek-Segafredo TFS         | Trek-Segafredo TFS |
| ------------------ | -------------------------- | ------------------ |
| Nr                 | Kolarz                     | Miejsce            |
| 61                 | Jasper Stuyven (BEL)       | 50.                |
| 62                 | Edward Theuns (BEL)        | 67.                |
| 63                 | Mads Pedersen (DEN)        | 8.                 |
| 64                 | Alex Kirsch (LUX)          | 78.                |
| 65                 | Daan Hoole (NED)           | DNF                |
| 66                 | Toms Skujiņš (LAT) (szosa) | 96.                |
| 67                 | Otto Vergaerde (BEL)       | 79.                |

| Alpecin-Fenix AFC | Alpecin-Fenix AFC            | Alpecin-Fenix AFC |
| ----------------- | ---------------------------- | ----------------- |
| Nr                | Kolarz                       | Miejsce           |
| 81                | Mathieu van der Poel (NED)   | 1.                |
| 82                | Gianni Vermeersch (BEL)      | 40.               |
| 83                | Michael Gogl (AUT)           | DNF               |
| 84                | Silvan Dillier (SUI) (szosa) | 98.               |
| 85                | Xandro Meurisse (BEL)        | DNF               |
| 86                | Jasper Philipsen (BEL)       | DNF               |
| 87                | Julien Vermote (BEL)         | 97.               |

| UAE Team Emirates UAD | UAE Team Emirates UAD      | UAE Team Emirates UAD |
| --------------------- | -------------------------- | --------------------- |
| Nr                    | Kolarz                     | Miejsce               |
| 91                    | Tadej Pogačar (SLO)        | 4.                    |
| 92                    | Rui Oliveira (POR)         | DNF                   |
| 93                    | Alexys Brunel (FRA)        | DNF                   |
| 94                    | Oliviero Troia (ITA)       | DNF                   |
| 95                    | Felix Groß (GER)           | DNF                   |
| 96                    | Vegard Stake Laengen (NOR) | DNF                   |
| 97                    | Matteo Trentin (ITA)       | 34.                   |

| TotalEnergies TEN | TotalEnergies TEN          | TotalEnergies TEN |
| ----------------- | -------------------------- | ----------------- |
| Nr                | Kolarz                     | Miejsce           |
| 101               | Edvald Boasson Hagen (NOR) | DNF               |
| 102               | Geoffrey Soupe (FRA)       | DNF               |
| 103               | Maciej Bodnar (POL)        | DNF               |
| 104               | Daniel Oss (ITA)           | DNF               |
| 105               | Niki Terpstra (NED)        | 29.               |
| 106               | Anthony Turgis (FRA)       | DNF               |
| 107               | Sandy Dujardin (FRA)       | 60.               |

| Ineos Grenadiers IGD | Ineos Grenadiers IGD    | Ineos Grenadiers IGD |
| -------------------- | ----------------------- | -------------------- |
| Nr                   | Kolarz                  | Miejsce              |
| 111                  | Thomas Pidcock (GBR)    | 14.                  |
| 112                  | Kim Heiduk (GER)        | DNF                  |
| 113                  | Jhonatan Narváez (ECU)  | 52.                  |
| 114                  | Ben Turner (GBR)        | 35.                  |
| 115                  | Magnus Sheffield (USA)  | 69.                  |
| 116                  | Ben Swift (GBR) (szosa) | 74.                  |
| 117                  | Dylan van Baarle (NED)  | 2.                   |

| BikeExchange-Jayco BEX | BikeExchange-Jayco BEX    | BikeExchange-Jayco BEX |
| ---------------------- | ------------------------- | ---------------------- |
| Nr                     | Kolarz                    | Miejsce                |
| 121                    | Michael Matthews (AUS)    | 11.                    |
| 122                    | Alexander Edmondson (AUS) | DNF                    |
| 123                    | Dion Smith (NZL)          | 53.                    |
| 124                    | Luke Durbridge (AUS)      | 83.                    |
| 125                    | Campbell Stewart (NZL)    | DNF                    |
| 126                    | Sam Bewley (NZL)          | DNF                    |
| 127                    | Kelland O’Brien (AUS)     | DNF                    |

| Astana Qazaqstan Team AST | Astana Qazaqstan Team AST        | Astana Qazaqstan Team AST |
| ------------------------- | -------------------------------- | ------------------------- |
| Nr                        | Kolarz                           | Miejsce                   |
| 131                       | Gianni Moscon (ITA)              | DNF                       |
| 132                       | Leonardo Basso (ITA)             | DNF                       |
| 133                       | Manuele Boaro (ITA)              | DNF                       |
| 134                       | Jewgienij Fiodorow (KAZ) (szosa) | 101.                      |
| 135                       | Michele Gazzoli (ITA)            | DNF                       |
| 136                       | Davide Martinelli (ITA)          | DNF                       |
| 137                       | Artiom Zacharow (KAZ)            | 86.                       |

| Bahrain Victorious TBV | Bahrain Victorious TBV      | Bahrain Victorious TBV |
| ---------------------- | --------------------------- | ---------------------- |
| Nr                     | Kolarz                      | Miejsce                |
| 141                    | Heinrich Haussler (AUS)     | DNF                    |
| 142                    | Filip Maciejuk (POL)        | 84.                    |
| 143                    | Jan Tratnik (SLO)           | 12.                    |
| 144                    | Matej Mohorič (SLO) (szosa) | 21.                    |
| 145                    | Jasha Sütterlin (GER)       | 26.                    |
| 146                    | Dylan Teuns (BEL)           | 6.                     |
| 147                    | Fred Wright (GBR)           | 7.                     |

| Bora-Hansgrohe BOH | Bora-Hansgrohe BOH        | Bora-Hansgrohe BOH |
| ------------------ | ------------------------- | ------------------ |
| Nr                 | Kolarz                    | Miejsce            |
| 151                | Nils Politt (GER)         | 47.                |
| 152                | Jonas Koch (GER)          | 87.                |
| 153                | Marco Haller (AUT)        | 102.               |
| 154                | Jordi Meeus (BEL)         | DNF                |
| 155                | Ryan Mullen (IRL) (szosa) | DNF                |
| 156                | Martin Laas (EST)         | DNF                |
| 157                | Danny van Poppel (NED)    | 16.                |

| Cofidis COF | Cofidis COF             | Cofidis COF |
| ----------- | ----------------------- | ----------- |
| Nr          | Kolarz                  | Miejsce     |
| 161         | Piet Allegaert (BEL)    | DNF         |
| 162         | Tom Bohli (SUI)         | DNF         |
| 163         | Wesley Kreder (NED)     | DNS         |
| 164         | Sander Armée (BEL)      | 48.         |
| 165         | Szymon Sajnok (POL)     | 93.         |
| 166         | Kenneth Vanbilsen (BEL) | DNF         |
| 167         | Jelle Wallays (BEL)     | DNF         |

| Groupama-FDJ GFC | Groupama-FDJ GFC            | Groupama-FDJ GFC |
| ---------------- | --------------------------- | ---------------- |
| Nr               | Kolarz                      | Miejsce          |
| 171              | Stefan Küng (SUI)           | 5.               |
| 172              | Lewis Askey (GBR)           | 55.              |
| 173              | Kevin Geniets (LUX) (szosa) | 37.              |
| 174              | Olivier Le Gac (FRA)        | 31.              |
| 175              | Fabian Lienhard (SUI)       | 51.              |
| 176              | Tobias Ludvigsson (SWE)     | DNF              |
| 177              | Valentin Madouas (FRA)      | 3.               |

| Movistar Team MOV | Movistar Team MOV         | Movistar Team MOV |
| ----------------- | ------------------------- | ----------------- |
| Nr                | Kolarz                    | Miejsce           |
| 181               | Alex Aranburu (ESP)       | 20.               |
| 182               | Imanol Erviti (ESP)       | 71.               |
| 183               | Iván García Cortina (ESP) | 22.               |
| 184               | Johan Jacobs (SUI)        | 64.               |
| 185               | Mathias Norsgaard (DEN)   | 57.               |
| 186               | Max Kanter (GER)          | 91.               |
| 187               | Iñigo Elosegui (ESP)      | 82.               |

| Team DSM DSM | Team DSM DSM               | Team DSM DSM |
| ------------ | -------------------------- | ------------ |
| Nr           | Kolarz                     | Miejsce      |
| 191          | John Degenkolb (GER)       | 18.          |
| 192          | Søren Kragh Andersen (DEN) | DNS          |
| 193          | Nikias Arndt (GER)         | DNF          |
| 194          | Niklas Märkl (GER)         | 85.          |
| 195          | Joris Nieuwenhuis (NED)    | 39.          |
| 197          | Kevin Vermaerke (USA)      | DNF          |

| B&B Hotels-KTM BBK | B&B Hotels-KTM BBK     | B&B Hotels-KTM BBK |
| ------------------ | ---------------------- | ------------------ |
| Nr                 | Kolarz                 | Miejsce            |
| 201                | Alexis Gougeard (FRA)  | DNF                |
| 202                | Quentin Jauregui (FRA) | 80.                |
| 203                | Victor Koretzky (FRA)  | 59.                |
| 204                | Jordi Warlop (BEL)     | DNF                |
| 205                | Cyril Lemoine (FRA)    | 70.                |
| 206                | Luca Mozzato (ITA)     | 25.                |
| 207                | Julien Morice (FRA)    | 103.               |

| Bingoal Pauwels Sauces WB BWB | Bingoal Pauwels Sauces WB BWB | Bingoal Pauwels Sauces WB BWB |
| ----------------------------- | ----------------------------- | ----------------------------- |
| Nr                            | Kolarz                        | Miejsce                       |
| 211                           | Timothy Dupont (BEL)          | DNF                           |
| 212                           | Mathijs Paasschens (NED)      | DNF                           |
| 213                           | Arjen Livyns (BEL)            | 32.                           |
| 214                           | Stanisław Aniołkowski (POL)   | 92.                           |
| 215                           | Karl Patrick Lauk (EST)       | DNF                           |
| 216                           | Ludovic Robeet (BEL)          | 95.                           |
| 217                           | Tom Wirtgen (LUX)             | DNF                           |

| Sport Vlaanderen-Baloise SVB | Sport Vlaanderen-Baloise SVB | Sport Vlaanderen-Baloise SVB |
| ---------------------------- | ---------------------------- | ---------------------------- |
| Nr                           | Kolarz                       | Miejsce                      |
| 221                          | Julian Mertens (BEL)         | 58.                          |
| 222                          | Vito Braet (BEL)             | DNF                          |
| 223                          | Sander De Pestel (BEL)       | 90.                          |
| 224                          | Lindsay De Vylder (BEL)      | 68.                          |
| 225                          | Robbe Ghys (BEL)             | 45.                          |
| 226                          | Arne Marit (BEL)             | 81.                          |
| 227                          | Kenneth Van Rooy (BEL)       | DNF                          |

| Arkéa-Samsic ARK | Arkéa-Samsic ARK       | Arkéa-Samsic ARK |
| ---------------- | ---------------------- | ---------------- |
| Nr               | Kolarz                 | Miejsce          |
| 231              | Amaury Capiot (BEL)    | 24.              |
| 232              | Christophe Noppe (BEL) | DNF              |
| 233              | Matis Louvel (FRA)     | 17.              |
| 234              | Markus Pajur (EST)     | 94.              |
| 235              | Kévin Ledanois (FRA)   | DNF              |
| 236              | Clément Russo (FRA)    | 49.              |
| 237              | Connor Swift (GBR)     | 62.              |

| Uno-X Pro Cycling Team UXT | Uno-X Pro Cycling Team UXT       | Uno-X Pro Cycling Team UXT |
| -------------------------- | -------------------------------- | -------------------------- |
| Nr                         | Kolarz                           | Miejsce                    |
| 241                        | Kristoffer Halvorsen (NOR)       | DNF                        |
| 242                        | Tobias Halland Johannessen (NOR) | DNF                        |
| 243                        | William Blume Levy (DEN)         | DNF                        |
| 244                        | Erik Nordsæter Resell (NOR)      | DNF                        |
| 245                        | Anders Skaarseth (NOR)           | 28.                        |
| 246                        | Søren Wærenskjold (NOR)          | DNF                        |
| 247                        | Rasmus Tiller (NOR)              | 88.                        |

Legenda: DNF – nie ukończył, OTL – przekroczył limit czasu, DNS – nie wystartował, DSQ – zdyskwalifikowany.

## Klasyfikacja generalna
| \| Klasyfikacja generalna \| Klasyfikacja generalna \| Klasyfikacja generalna \| Klasyfikacja generalna \| Klasyfikacja generalna \| \| Kolarz \| Kolarz \| Państwo \| Drużyna \| Czas \| \| ---------------------- \| ---------------------- \| ---------------------- \| ---------------------------------- \| ---------------------- \| \| 1. \| Mathieu van der Poel \| Holandia \| Alpecin-Fenix \| 6h 18' 30" \| \| 2. \| Dylan van Baarle \| Holandia \| Ineos Grenadiers \| + 0" \| \| 3. \| Valentin Madouas \| Francja \| Groupama-FDJ \| + 0" \| \| 4. \| Tadej Pogačar \| Słowenia \| UAE Team Emirates \| + 0" \| \| 5. \| Stefan Küng \| Szwajcaria \| Groupama-FDJ \| + 2" \| \| 6. \| Dylan Teuns \| Belgia \| Bahrain Victorious \| + 2" \| \| 7. \| Fred Wright \| Wielka Brytania \| Bahrain Victorious \| + 11" \| \| 8. \| Mads Pedersen \| Dania \| Trek-Segafredo \| + 48" \| \| 9. \| Christophe Laporte \| Francja \| Jumbo-Visma \| + 48" \| \| 10. \| Alexander Kristoff \| Norwegia \| Intermarché-Wanty-Gobert Matériaux \| + 48" \| \| 11. \| Michael Matthews \| Australia \| BikeExchange-Jayco \| + 48" \| \| 12. \| Jan Tratnik \| Słowenia \| Bahrain Victorious \| + 48" \| \| 13. \| Tiesj Benoot \| Belgia \| Jumbo-Visma \| + 1' 02" \| \| 14. \| Thomas Pidcock \| Wielka Brytania \| Ineos Grenadiers \| + 1' 05" \| \| 15. \| Greg Van Avermaet \| Belgia \| AG2R Citroën Team \| + 1' 07" \| \| 16. \| Danny van Poppel \| Holandia \| Bora-Hansgrohe \| + 1' 07" \| \| 17. \| Matis Louvel \| Francja \| Arkéa-Samsic \| + 1' 07" \| \| 18. \| John Degenkolb \| Niemcy \| Team DSM \| + 1' 07" \| \| 19. \| Mike Teunissen \| Holandia \| Jumbo-Visma \| + 1' 07" \| \| 20. \| Alex Aranburu \| Hiszpania \| Movistar Team \| + 1' 07" \| |                      |                 |                                    |            |
| |                      |                 |                                    |            |
| Źródło: ProCyclingStats |                      |                 |                                    |            |
| Klasyfikacja generalna |                      |                 |                                    |            |
| Kolarz | Kolarz               | Państwo         | Drużyna                            | Czas       |
| 1. | Mathieu van der Poel | Holandia        | Alpecin-Fenix                      | 6h 18' 30" |
| 2. | Dylan van Baarle     | Holandia        | Ineos Grenadiers                   | + 0"       |
| 3. | Valentin Madouas     | Francja         | Groupama-FDJ                       | + 0"       |
| 4. | Tadej Pogačar        | Słowenia        | UAE Team Emirates                  | + 0"       |
| 5. | Stefan Küng          | Szwajcaria      | Groupama-FDJ                       | + 2"       |
| 6. | Dylan Teuns          | Belgia          | Bahrain Victorious                 | + 2"       |
| 7. | Fred Wright          | Wielka Brytania | Bahrain Victorious                 | + 11"      |
| 8. | Mads Pedersen        | Dania           | Trek-Segafredo                     | + 48"      |
| 9. | Christophe Laporte   | Francja         | Jumbo-Visma                        | + 48"      |
| 10. | Alexander Kristoff   | Norwegia        | Intermarché-Wanty-Gobert Matériaux | + 48"      |
| 11. | Michael Matthews     | Australia       | BikeExchange-Jayco                 | + 48"      |
| 12. | Jan Tratnik          | Słowenia        | Bahrain Victorious                 | + 48"      |
| 13. | Tiesj Benoot         | Belgia          | Jumbo-Visma                        | + 1' 02"   |
| 14. | Thomas Pidcock       | Wielka Brytania | Ineos Grenadiers                   | + 1' 05"   |
| 15. | Greg Van Avermaet    | Belgia          | AG2R Citroën Team                  | + 1' 07"   |
| 16. | Danny van Poppel     | Holandia        | Bora-Hansgrohe                     | + 1' 07"   |
| 17. | Matis Louvel         | Francja         | Arkéa-Samsic                       | + 1' 07"   |
| 18. | John Degenkolb       | Niemcy          | Team DSM                           | + 1' 07"   |
| 19. | Mike Teunissen       | Holandia        | Jumbo-Visma                        | + 1' 07"   |
| 20. | Alex Aranburu        | Hiszpania       | Movistar Team                      | + 1' 07"   |